# 樟肖叶甲属
樟肖叶甲属（学名：Chalcolema），也称作长筒猿金花虫属，为金花虫科的一个属。

## 下属物种
本属包括以下物种：
- 柱形樟肖叶甲 Chalcolema cylindrica (Chujo, 1938)